# Scott Donie
Scott Donie   (Vicenza, 10 d'octubre de 1968) és un saltador estatunidenc, ja retirat, que va competir durant les dècades de 1980 i 1990.
El 1992 va prendre part en els Jocs Olímpics d'Estiu de Barcelona, on va guanyar la medalla de plata en la prova de palanca de 10 metres del programa de salts. Quatre anys més tard, als Jocs d'Atlanta, fou quart en la prova del salt de trampolí de 3 metres.
En el seu palmarès també destaca una medalla de bronze a les Universíades de 1991, així com tres campionats de la NCAA i onze de la Conferència del Sud-oest. Estudià a la Universitat Metodista del Sud, on es graduà el 1990.
Una vegada retirat passà a exercir d'entrenador a la Universitat de Nova York, entre el 2000 i el 2016, i posteriorment a la Universitat de Colúmbia.